# Andrew Scott (diễn viên)
Andrew Scott (sinh ngày 21/10/1976) là nam diễn viên người Ireland. Từ năm 2010 - 2017, anh nổi tiếng khi vào vai Jim Moriarty trong sê-ri Sherlock trên đài BBC.
Scott từng nhận được hai giải Laurence Olivier, hai giải IFTA, một giải British Academy Television.

## Thời thơ ấu
Scott sinh ra ở Dublin, Ireland. Cha anh, Jim Scott, làm việc trong một trung tâm môi giới việc làm, còn mẹ anh, Nora Scott, là một giáo viên nghệ thuật. Anh có một chị gái, Sarah, làm huấn luyện viên thể thao và một em gái tên Hannah.

## Đời tư
Scott công khai là người đồng tính. Anh từng xếp hạ̀ng 22 trong Danh sách Cầu vồng (Rainbow List) năm 2014 của tờ The Independent, đây là bảng liệt kê những cá nhân trong cộng đồng LGBT có đóng góp cho xã hội.